# Alaksandr Akulicz (naukowiec)
Alaksandr Wasilewicz Akulicz (biał. Аляксандр Васілевіч Акуліч, ros. Александр Васильевич Акулич, Aleksandr Wasiljewicz Akulicz; ur. 24 października 1957 w Pierakolu) – białoruski naukowiec, specjalista w dziedzinie budowy maszyn przemysłu spożywczego; doktor nauk technicznych (odpowiednik polskiego stopnia doktora habilitowanego), profesor.

## Życiorys
Urodził się 24 października 1957 roku we wsi Pierakol, w rejonie kliczewskim obwodu mohylewskiego Białoruskiej SRR, ZSRR. W 1981 roku ukończył Mohylewski Instytut Technologiczny. W 2000 roku uzyskał stopień doktora nauk technicznych (odpowiednik polskiego stopnia doktora habilitowanego), w 2003 roku – tytuł profesora. Od 1981 roku pracuje na Mohylewskim Uniwersytecie Żywienia. Od 2003 roku pełni funkcję kierownika katedry na tej uczelni. Od 2001 roku jest członkiem korespondentem Białoruskiej Akademii Inżynierskiej.
Alaksandr Akulicz jest autorem prac naukowych na temat procesów i aparatów produkcji spożywczej i chemicznej, teorii i praktyki zamkniętych obiegów. Stworzył i wprowadził do produkcji nowe klasy wysokowydajnych aparatów z kierowalną hydrodynamiką do suszenia i separacji materiałów rozpraszalnych.

## Nagrody
- Honorowy Tytuł „Zasłużony Wynalazca Republiki Białorusi”[1].

## Prace
- Gidrodinamika dwuchkamiernych wichriewych suszyłok so wstrieczno soudariajuszczimisia zakruczennymi potokami gazowzwiesi. „Inżenierno-Fiziczeskij Żurnał”. T. 72 № 3, 1999. (ros.).brak numeru strony
- Gidrawlika i gidropriwod. Mohylew: 2002. (ros.). Brak numerów stron w książce